# Rue Franquet
La rue Franquet est une voie du 15e arrondissement de Paris, en France.

## Situation et accès
La rue Franquet est une voie publique située dans le 15e arrondissement de Paris. Elle débute au 21, rue Santos-Dumont et se termine au 60, rue Labrouste.

## Origine du nom
Cette voie est nommée d'après le nom du propriétaire des terrains sur lesquels elle a été ouverte.

## Historique
Cette voie est ouverte sous sa dénomination actuelle en 1883, entre la rue Chauvelot et la rue Rosenwald. Elle est prolongée jusqu'à la rue Labrouste en 1891.

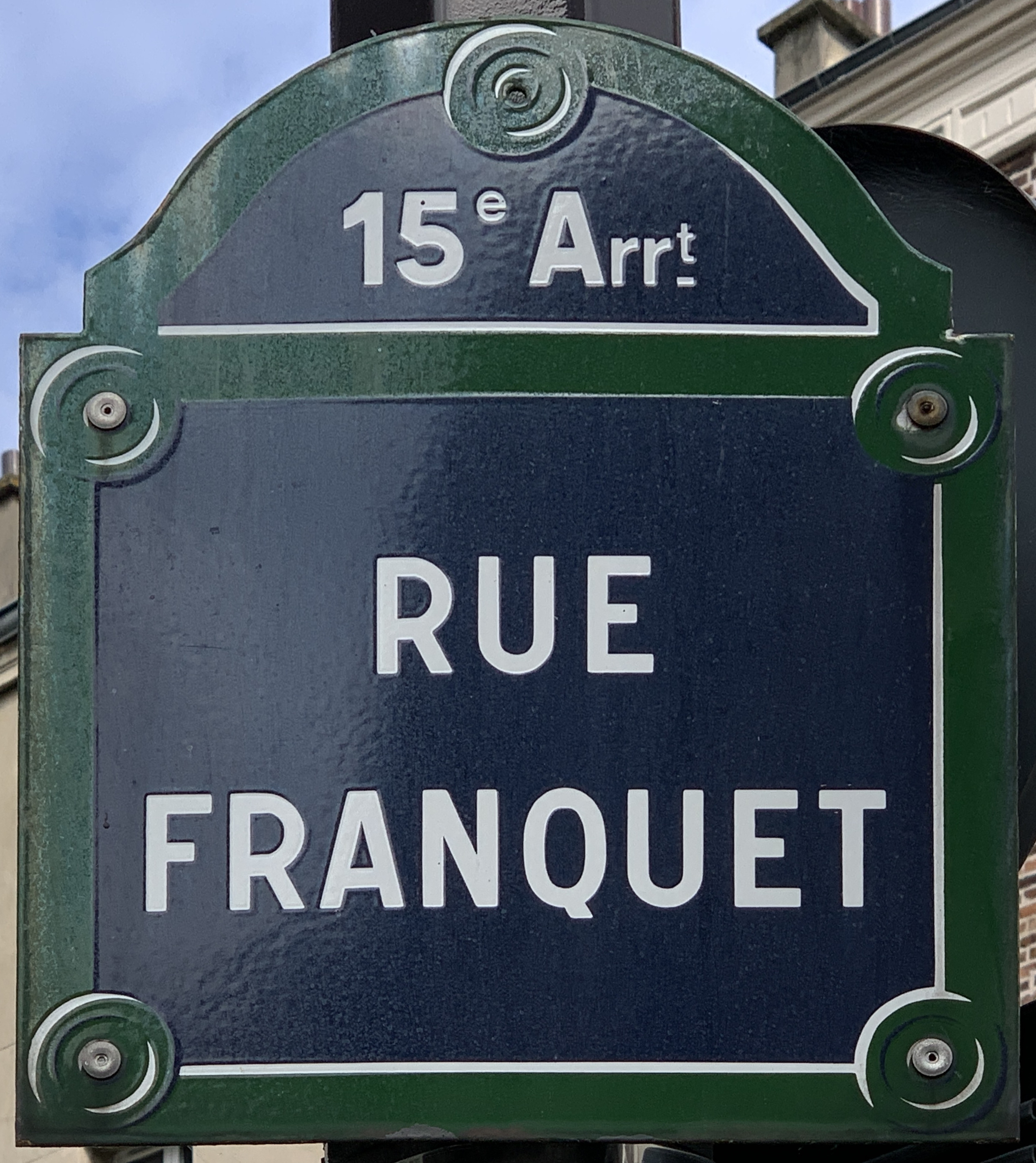
Plaque de la rue.
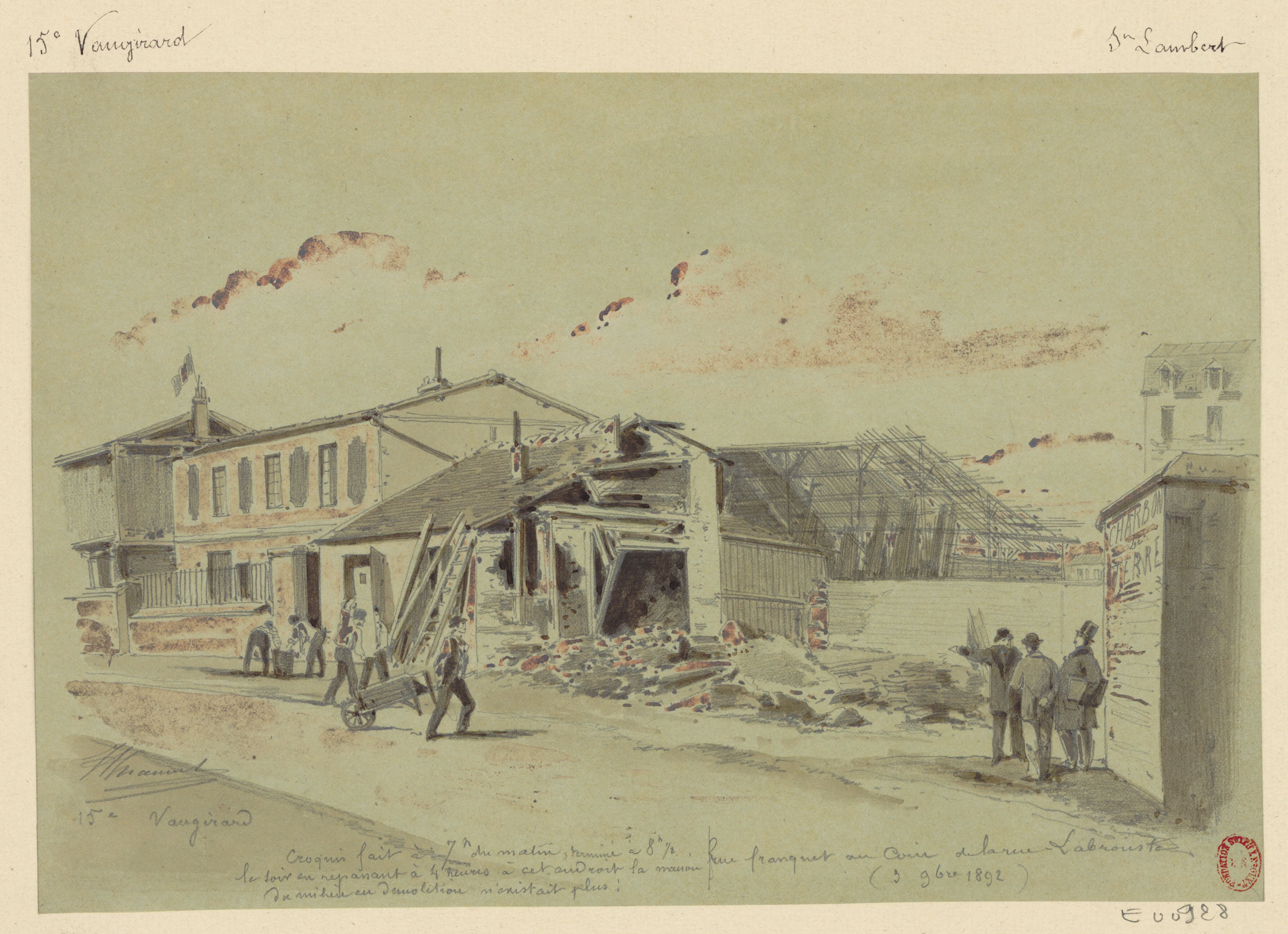
La rue Franquet au coin de la rue Labrouste en 1892 (dessin de Jules-Adolphe Chauvet).
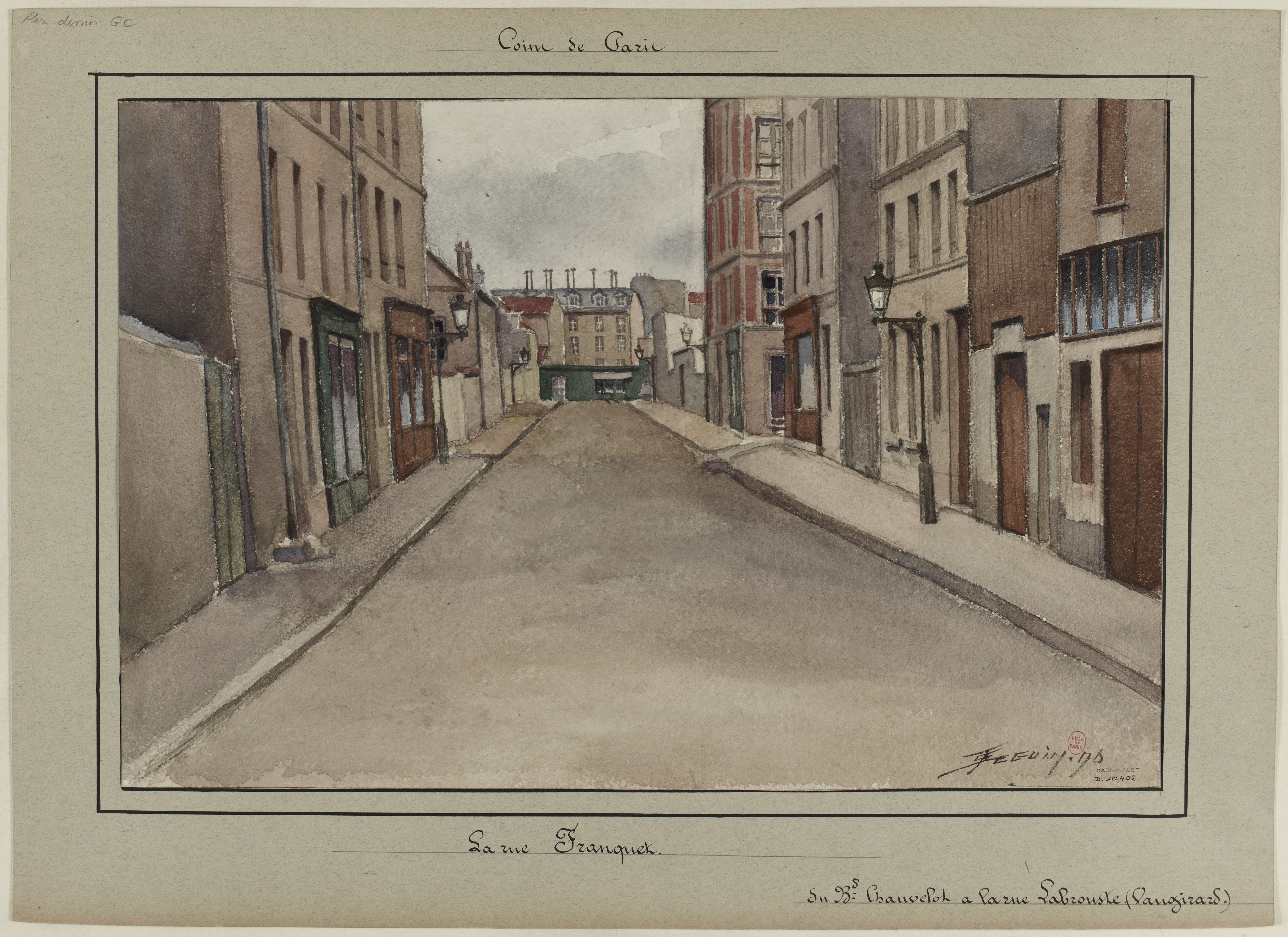
La rue en 1896 (dessin de F. Séguin).